# 山口史人
山口 史人（やまぐち ふみひと、1970年7月12日 - ）は、日本の男性俳優、声優。バーディ企画所属。新潟県出身。

## 出演作品

### テレビ
- いつみても波瀾万丈
- 行列のできる法律相談所
- クイズ 女の疑問100連発
- CLUB104
- 最終警告!たけしの本当は怖い家庭の医学
- ザ!世界仰天ニュース
- さわやか三組
- 新報道プレミアA
- スーパーニュース
- スーパーフライデー
- タモリのジャングルTV
- 所さん&おすぎの偉大なるトホホ人物伝
- 中居正広の金曜日のスマたちへ池田優子編
- 泣きなさい!笑いなさい!素晴らしき女の人生
- ひみつのアラシちゃん!
- 歴史ミステリー大奥SP

### ゲーム
- 天外魔境ZERO
- ファイアーウーマン纏組（紅慎輝郎）

### 吹き替え
- HACHI 約束の犬（マイケル）
- イ・サン（内侍、カム・スヨン(画員)）
- 風の国（テチョン）
- インシャラ（ハン・スンヨプ）
- 朱蒙シリーズ（軍官）
- 太王四神記
- 水滸英雄伝「青面獣 揚志」「母夜叉 孫二娘」
- ホワイトX'マス（先輩）
- ブラック・スコルピオン（エスピノサ）
- 英雄剣（花場主）
- The Mother（オード）
- クリップス（チャールズ）
- 沈黙の聖拳（ジフン）
- エキストラ（検事）
- カエルになった王子様（マイケル）
- ドクター・フーシリーズ（ジェンキンス）
- ホテル・バビロン（チャイルズ）
- トンマッコルへようこそ（ヨンボン）
- グエムル（キム巡査）
- チャームド 〜魔女3姉妹〜（トレバー、警官）
  - シーズン5（ローランド）
  - シーズン6（モデル）
  - シーズン7（ルスリー）
- マーダー・フィルム（バロンズ）
- The Ten Steps（ブライアン）
- 製パン王 キム・タック（ユン・スンヒョン）
- 鉄の王 キム・スロ（ヨンビ）

### VP
- 東京ガス
- ヴィクトリア
- 東京消防学校
- 東京エレクトロン
- 日立ビルシステム
- ジェイアイ傷害火災保険
- HODA
- シーメンス
- クリナップ
- フローピア〜ホーローバス〜（TOTO）
- 長谷工コーポレーション
- SAPジャパン
- NTT ドコモ 屋内補助アンテナ編
- 三菱自動車工業
- モランボン
- マグナムドライ（サントリー）
- アクサ生命保険
- ドラマで学ぶリスク管理
- ファイザー製薬
- ソニーハンディカム
- 大同生命
- 富士ゼロックス営業研修用
- 公務員向け情報セキュリティー
- ダイエー従業員教育用
- 会社案内及び社長史(武蔵野)

### CM
- スバルフォレスター
- 天外魔境ZERO
- コジマ電機
- イトーヨーカドー
- クリニカ(ライオン)
- 株式ニュース（テレビ東京）
- 邦楽CD J-POP CAFE（住商ホームショッピング）
- チューリッヒ保険
- コムウェル
- JA自動車共済

### ナレーション
- ORIX サンタクス鎌倉大町コートハウス
- 軽井沢販促VP用
- 地域連携事業・異業種連携事業VP
- 熊本県物産展
- セキスイファミエス

### ラジオドラマ
- 一番不幸で幸せな夜（シュバルツ）（ラジオ日本）
- 夕暮れ時の人工島で
- TRUE DREAM（父）（ラジオ日本）
- タクシードライバー（松本有利）
- 俺たちがここにいるわけ（透）（ラジオ日本）
- あの光の海から…（山田）
- 姫女苑（崎夏野人）（ラジオ日本）
- EAT OR ALIVE（ベニイ）
- 独身最終電車（慶太）（ラジオ日本）
- 色白がお好き?（池田健太郎）
- TI・nee★トレーダー（父）（ラジオ日本）